# 高橋雅子
高橋 雅子（たかはし まさこ、1958年1月2日 - ）は、日本の元女子バスケットボール選手である。北海道出身。

## 来歴
札幌静修高等学校卒業後、共同石油に入社。派手さはないが、献身的なプレーでチームを支え、共石の1978-79年シーズンと1979-80年シーズンの日本リーグ2連覇にもレギュラーとして貢献した。
全日本にも選ばれ、1978年アジア選手権、1980年モスクワオリンピック女子バスケットボール世界予選に出場した。

## 日本代表歴
- 1978年アジア選手権
- 1980年モスクワオリンピック女子バスケットボール世界予選